# Chloroclystis anthrax
Chloroclystis anthrax là một loài bướm đêm trong họ Geometridae.